# Charinus apiaca
Espèce
Charinus apiaca est une espèce d'amblypyges de la famille des Charinidae.

## Distribution
Cette espèce est endémique d'Espírito Santo au Brésil. Elle se rencontre vers Apiacá.

## Description
La carapace de la femelle holotype mesure 4,13 mm de long sur 5,75.

## Étymologie
Son nom d'espèce lui a été donné en référence au lieu de sa découverte, Apiacá.

## Publication originale
- Miranda, Giupponi, Prendini & Scharff, 2021 : « Systematic revision of the pantropical whip spider family Charinidae Quintero, 1986 (Arachnida, Amblypygi). » European Journal of Taxonomy, no 772, p. 1–409 (texte intégral).